# 橋爪紳也
橋爪 紳也（はしづめ しんや、1960年12月6日 - ）は、日本の建築史家、都市計画家である。大阪公立大学特別教授。建築史・都市文化論専攻。工学博士（大阪大学、1990年）。大阪市中央区島之内生まれ。兄は美術史家の橋爪節也。

## 概要
狭義の建築史にとどまらず、広く大阪・関西の都市政策と都市文化について研究している。その知識と経験を生かして、自治体の委員や街づくり関連団体のアドバイザーとしても活躍している。
1999年からは大阪市立大学の教員として、地元大阪市でも数多くの公職を務めた。關淳一市長の下でもアドバイザリーボード「元気で美しい大阪づくり有識者会議」のメンバーであったが、2007年9月4日に大阪市役所で記者会見し、大阪市長選挙に無所属で出馬することを表明した。關までの歴代市長が市役所内部出身であることや職員新規採用の完全な凍結方針などを批判、市営地下鉄の民営化方針の手順や市有地の処分に対して独自の提案を行ない、「世代交代」による大阪の再創造を掲げての出馬であった。。
NHK連続テレビ小説では時代考証（「芋たこなんきん」）や、大阪街並み考証（「わろてんか」「」）を担当した。

### 2007年大阪市長選挙
橋爪が大阪市長選挙に出馬した背景には、自由民主党や公明党の一部市議や市議OB、市OBが關の市政改革の手法に反発していたことがあった。橋爪は、まちづくり団体の有力者や一部市議の支援を受けつつ、両党に推薦を要請したが、最終的に両党は現職の關の推薦を決定した。選挙戦では、若手選挙プランナー松田馨らの助力を得る。市民とのタウンミーティングを重ねて市民の意見を取り入れる手法でマニフェストを作成し、公約として市民活動活性化のための自治基本条例の制定を盛り込むなど政党推薦を受けない「市民派」をアピールしたが、支持を広げることはできなかった。同年11月18日の投票では、知名度で劣り公約にも重なる点のあった平松邦夫（民主党・国民新党推薦）に票を引き離され落選した。

### 大阪府政策アドバイザー就任
2008年度からは大阪府立大学の特別教授となり、観光産業戦略研究所の所長を務める。同時に古巣の大阪市立大学特任教授として大学に復帰する一方、「水都」大阪の水辺を生かした街づくりに関心を持つ橋下徹大阪府知事の下で大阪府特別顧問、政策アドバイザーに就任した。都市魅力向上や国際観光振興に関わる施策立案に関与、統合型リゾートの大阪誘致を橋下知事に提言した。一方、選挙戦で敗れた相手の平松邦夫大阪市長に乞われて、外郭団体「大阪市都市工学情報センター」のアドバイザーにも就任した。以後、大阪のまちづくりに関わるキーパーソンとして活躍している。

### 大阪府特別顧問・大阪市特別顧問就任
2012年、府市の特別顧問に就任。「大阪府市文化振興会議」「大阪府市都市魅力推進会議」「大阪府河川水辺の賑わいづくり審議会」「大阪市都市景観委員会」などの各会長を務め、「大阪市都市計画審議会」会長職務代行者などを歴任した。大阪観光局やアーツカウンシルなどの設置、大阪城や天王寺公園へのパークマネジメント導入を進言、水と光のまちづくりや大坂の陣400年記念プロジェクト、新大阪や大阪城東部地区の緊急整備地区の構想立案など、一連の都市再生事業や観光集客プロジェクトのキーパーソンとして活躍。2025年日本国際博覧会の大阪招致構想を検討する「国際博覧会大阪誘致構想検討会」の委員長も務めた。

## 経歴
- 1979年　大阪府立高津高等学校卒業
- 1984年　京都大学工学部建築学科卒業
- 1986年　京都大学大学院工学研究科修士課程修了（建築学専攻）
- 1990年
  - 大阪大学大学院工学研究科博士課程修了（環境工学専攻）
  - 京都精華大学人文学部専任講師
- 1995年　京都精華大学人文学部助教授
- 1999年　大阪市立大学文学部助教授
- 2001年　大阪市立大学大学院文学研究科助教授
- 2006年　大阪市立大学都市研究プラザ教授・大阪市立大学院文学研究科教授
- 2007年　大阪市立大学を退職、大阪市長選挙に出馬
- 2008年　大阪府立大学産学官連携機構特別教授、同大学観光産業戦略研究所所長、大阪市立大学都市研究プラザ特任教授、大阪府政策アドバイザー就任
- 2009年　大阪府立大学21世紀科学研究機構特別教授、同大学観光産業戦略研究所所長
- 2017年　大阪府立大学研究推進機構特別教授、同大学観光産業戦略研究所所長
- 2022年　大阪公立大学研究推進機構特別教授、同大学観光産業戦略研究所所長

## 社会的活動
- 大阪府特別顧問
- 大阪市特別顧問
- 大阪府市文化振興会議会長
- 大阪府河川水辺の賑わいづくり審議会会長
- 大阪市都市計画審議会会長
- 豊中市文化芸術振興審議会会長
- 大阪市生きた建築ミュージアム有識者会議座長
- 近畿地方整備局観光アドバイザー
- 堺市戦略アドバイザー
- 奈良市政策アドバイザー
- 高石市ブランド戦略アドバイザー
- 貝塚市アドバイザー
- 大阪商工会議所都市再生委員会副委員長
- 大阪商工会議所ツーリズム委員会副委員長
- 大阪商工会議所グレーターミナミ推進委員会副委員長
- 彦根商工会議所顧問
- 浙江大学客員教授、城市学院旅遊法治研究中心首席顧問
- 和歌山大学観光教育研究アドバイザー
- イベント学会副会長
- IR＊ゲーミング学会理事(ギャンブリング＊ゲーミング学会から改称）
- 公益社団法人商業施設技術団体連合会会長
- 公益財団法人乃村文化財団理事
- 公益財団法人大阪観光局評議員
- 公益財団法人福岡アジア都市研究所企画委員
- 公益財団法人日本ユニフォームセンター評議員
- 一般社団法人生きた建築ミュージアム大阪理事長
- 一般社団法人現代風俗研究会顧問
- 一般財団法人大阪地域振興調査会理事
- 一般財団法人おおさか創造千島財団理事
- 一般社団法人日本ディスプレイ業団体連合会理事
- 一般社団法人日本イベント産業振興協会アドバイザー
- 一般社団法人近江ツーリズムボードアドバイザー
- 船場倶楽部特別顧問
- スカイA放送番組審議会委員

などを兼職。
これまでに、
- 国際日本文化研究センター客員教授、観光学術学会評議員、大阪市景観審議会会長、京都市「京都観光振興計画２０２０」マネジメント会議委員長、茨木市市政顧問、堺市マスタープラン推進検討懇話会委員ほか、各種団体や行政の審議会や地域のまちづくりに関わる委員を多数、歴任する。

## 受賞歴
- 1996年　橋本峰雄賞
- 1997年　日本ディスプレイデザイン研究賞大賞
- 2005年　エネルギーフォーラム賞優秀賞
- 2009年　大阪活力グランプリ特別賞
- 2015年　日本観光研究学会学会賞
- 2016年　日本都市計画学会石川賞
- 2017年　日本建築学会学会賞
- 2022年　関西財界セミナー賞2022 特別賞 (実行委員長をつとめる「生きた建築ミュージアム大阪実行委員会」として）
- 2024年　文化庁長官表彰 (理事長をつとめる「一般社団法人生きた建築ミュージアム大阪」として）

## 主要著作

### 単著
- 『倶楽部と日本人　人が集まる空間の文化史』学芸出版社、1988
- 『明治の迷宮都市　東京・大阪の遊楽空間』平凡社、1990
- 『海遊都市　アーバンリゾートの近代』白地社、1992
- 『化物屋敷　遊戯化する恐怖』中央公論社、1994
- 『にぎわいを創る　近代日本の空間プランナーたち』長谷工総合研究所、1995
- 『大阪モダン　通天閣と新世界』NTT出版、1996
- 『なにわの新名所』東方出版、1997
- 『祝祭の＜帝国＞　花電車・凱旋門・杉の葉アーチ』講談社選書メチエ、1998
- 『ニッポンバブル遺産建築100』NTT出版、1999
- 『日本の遊園地』講談社現代新書、2000
- 『人生は博覧会　日本ランカイ屋列伝』晶文社、2001
- 『集客都市　文化の「仕掛け」が人を呼ぶ』日本経済新聞社、2002
- 『モダン都市の誕生　大阪の街・東京の街』吉川弘文館、2003
- 『飛行機と想像力　翼へのパッション』青土社、2004
- 『絵はがき100年　近代日本のビジュアル・メディア』朝日新聞社（朝日選書791）、2005
- 『あったかもしれない日本』紀伊国屋書店、2005
- 『モダニズムのニッポン』角川選書、2006
- 『ゆく都市くる都市』毎日新聞社、2007
- 『京阪神モダン生活』創元社、2007
- 『増補　明治の迷宮都市　東京・大阪の遊楽空間』ちくま学芸文庫、2008
- 『創造するアジア都市』NTT出版、2009
- 『絵はがきで読む大大阪』創元社、2010
- 『「水都」大阪物語』藤原書店、2011
- 『ニッポンの塔　タワーの都市建築史』河出書房新社、2012
- 『広告のなかの名建築　関西編』鹿島出版会、2013
- 『瀬戸内海モダニズム周遊』芸術新聞社、2014
- 『大京都モダニズム観光』芸術新聞社、2015
- 『ツーリズムの都市デザイン』鹿島出版会、2015
- 『1970年大阪万博の時代を歩く』洋泉社、2018
- 『大大阪モダニズム遊覧』芸術新聞社、2018
- 『大阪万博の戦後史』創元社、2020
- 『都市大阪の戦後史　復興・再生・発展』山川出版社、2023
- 『飛田百番の保存運動　これまでとこれから』カストリ出版、2025

### 共著
※（）カッコ内は編者・共著者
- （中谷作次）『博覧会見物』学芸出版社、1990
- （栗本慎一郎編）『狂気はここに始まる―日本人が「こうなった」のはなぜか〈下〉』光文社、1995
- （磯村隆文編）『大阪WAY――2008年海上オリンピックへの挑戦』中央公論社、1997
- （川本三郎、森まゆみ）『世紀末盛り場考　にぎわいの新風景』日本経済新聞社、1997
- （なにわ物語研究会編）『大阪まち物語』創元社、2001
- （永井良和）『南海ホークスがあったころ―野球ファンとパ・リーグの文化史』紀伊国屋書店、2003
- （三休橋筋愛好会、中谷ノボル、酒井一光）『大阪のひきだし　都市再生フィールドノート』鹿島出版会、2006
- （福田アジオ編）『結衆・結社の日本史』（結社の世界史1）山川出版社、2006
- （イベント学会編）『イベント学のすすめ』ぎょうせい、2008
- （別冊宝島編集部編）『帝都東京』宝島SUGOI文庫、2008
- （石田 潤一郎、佐野 正一他）『大阪の近代建築と企業文化』<新なにわ塾叢書2> ブレーンセンター、2009
- （三木 理史、堀田 典裕他）『熱き男たちの鉄道物語』<新なにわ塾叢書4> ブレーンセンター、2012
- （笹川慶子、芦屋小雁他）『大阪に東洋一の撮影所があった頃 ─大正・昭和初期の映画文化を考える─』<新なにわ塾叢書5> ブレーンセンター、2013
- （中谷作次）『目で見る日本の博覧会』日本図書センター、2013(上記『博覧会見物』の復刻版）
- （上諸尚美）『写真が語る「百番」と飛田新地』洋泉社、2019

### 編著
- 『心斎橋筋の文化史』心斎橋筋商店街振興組合、1997
- 『アジア都市文化学の可能性』清文堂、2003
- 『大阪新・長屋暮らしのすすめ』創元社、2004
- 『「大大阪」絵はがき集』創元社、2010
- 『大阪新名所新世界・通天閣写真帖』創元社、2012
- 『大阪府謎解き散歩』中経出版、2013
- 『光のまちをつくる 水都大阪の実践』創元社、2015
- 『大大阪の時代を歩く』洋泉社、2017
- 『昭和の郊外　関西編』柏書房、2019
- 『新大阪モダン建築』青幻舎、2019
- 『大林組 工事画報 戦前篇　全５巻』ゆまに書房、2022
- 『大林組 工事画報 戦後篇　全７巻』ゆまに書房、2025

### 共編著
※（）カッコ内は共編著者
- （鳴海邦碩）『商都のコスモロジー　大阪の空間文化』TBSブリタニカ、1990
- （斎藤光）『KYOTO恋愛空間』学芸出版社、1994
- （角野幸博）『大阪の表現力』パルコ出版、1994
- （田中貴子）『ツーリズムの文化研究』京都精華大学創造研究所、2001
- （川添裕、木下直之）『別冊太陽　見世物はおもしろい』平凡社、2003
- 『にっぽん電化史』社団法人日本電気協会新聞部、2005
- 『災害と電気　にっぽん電化史２』社団法人日本電気協会新聞部、2012
- 『未来へ紡ぐ電化史　にっぽん電化史３』社団法人日本電気協会新聞部、2015
- 『生きた建築 大阪』140B、2015
- 『写真が語る「百番」と飛田新地』洋泉社、2019
- 『大阪の教科書　上級編』創元社、2019
- 『にっぽん電化史４　万博と電気』社団法人日本電気協会新聞部、2020
- 『図説占領下の大阪・関西』創元社、2022

### 監修
- 『ディスプレイ100年の旅』乃村工藝社、1994
- 『飛田百番　遊郭の残照』創元社、2004
- 『大阪力事典』創元社、2004
- 『別冊太陽　日本の博覧会　寺下就コレクション』平凡社、2005
- 『万国びっくり博覧会』大和書房、2005
- 『大大阪モダン建築』青幻舎、2007
- 『近代建築画譜　近畿篇（復刻版）』不二出版、2007
- 『都市美（復刻版）』不二出版、2007
- 『大阪の教科書』創元社、2009
- 『成功する「地域ブランド」戦略』PHP研究所、2009
- 『第１回 大阪の問題集』創元社、2010
- 『大阪府写真帖（復刻版）』不二出版、2010
- 『EXPO70パビリオン』平凡社、2010
- 『第２回 大阪の問題集』創元社、2011
- 『増補改訂　大阪の教科書』創元社、2012
- 『第３回 大阪の問題集』創元社、2012
- 『明治天皇大喪儀写真: 縮刷複製版 』新潮社、2012
- 『第４回 大阪の問題集』創元社、2013
- 『第５回 大阪の問題集』創元社、2014
- 『第６回 大阪の問題集』創元社、2015
- 『都市を変える水辺アクション』学芸出版社、2015
- 『第７回 大阪の問題集』創元社、2016
- 『大阪の問題集ベスト版』創元社、2017
- 『大阪の教科書　ビジュアル入門編』創元社、2018
- 『生きた建築　大阪２』140B、2018
- 『堂島ビルヂング100年史』株式会社堂島ビルヂング、2020